# Sak Noel
Sak Noel, vlastním jménem Isaac Mahmood Noell (* 12. dubna 1983, La Cellera de Ter, Girona, Španělsko) je katalánský DJ a hudební producent. S hudbou započal již jako teenager. Proslavil se singlem Loca People, který byl hitem v evropských hitparádách. Další singl s názvem Paso (Nini Anthem), měl premiéru 15. listopadu 2011.